# وريد درقي متوسط
الوَريدُ الدَّرَقِيُّ المُتَوَسِّط (بالإنجليزية:Middle thyroid vein) يقوم هذا الوريد بتجميع الدم من الجزء السفلي من الغدة الدرقية. ينتهي الوريد الدرقي المتوسط في الوريد الوداجي الباطن بعد أن تنضم إليه عدد من الأوردة القادمة من القصبة الهوائية والحنجرة.

## الأهمية الطبية
يكون هذا الوريد عرضةََ للإزالة في العمليات الجراحية للغدة الدرقية.

## صور إضافية

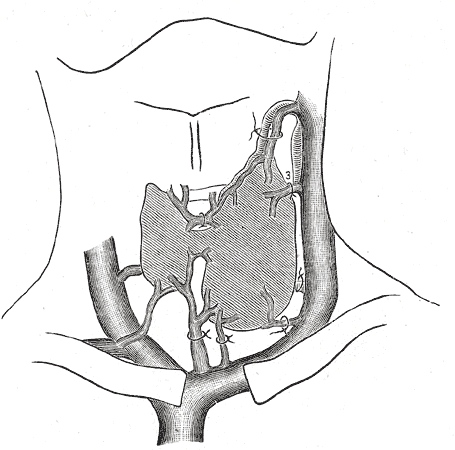
رسم توضيحي يبين ترتيب الأوردة الدرقية.
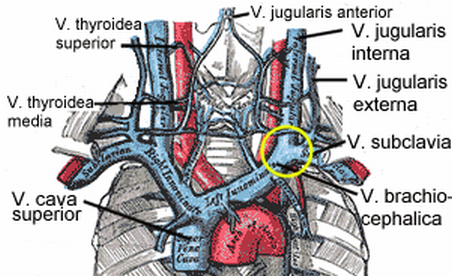
أوردة الرقبة.